# Blanda (Lucània)
Blanda (grec antic: Βλάνδα) va ser una ciutat de Lucània esmentada per Claudi Ptolemeu, que la situa a l'interior d'aquesta província. En canvi Plini el Vell i Pomponi Mela, diuen que era a la costa del mar Tirrè o molt a prop. Titus Livi esmenta Blanda entre les ciutats de Lucània que es van revoltar a favor dels cartaginesos però que van ser reconquerides per Quint Fabi Màxim l'any 214 aC. La Taula de Peutinger també la situa a la via que anava prop de la costa
Podria ser l'actual Maratea en un turó a un parell de kilòmetres del Golf de Policastro (antigament anomenat golf de Laüs) vora la ciutat coneguda com Buxentum.